# Daniel Van Buyten
Daniel Van Buyten (* 7. Februar 1978 in Chimay) ist ein ehemaliger belgischer Fußballspieler.

## Vereinskarriere
Van Buyten ist der Sohn eines belgischen Berufscatchers und einer Deutschen. Er begann mit dem Fußballspielen im Nachwuchs von JS Froidchapelle. Während eines einjährigen Aufenthalts bei seiner Großmutter im niedersächsischen Bad Salzdetfurth spielte er bei der JSG Lammetal (Jugendspielgemeinschaft SV Eintracht Bad Salzdetfurth, VfB Bodenburg und SV Wehrstedt 65). Anschließend kehrte er zu JS Froidchapelle zurück und spielte dann für Olympic Charleroi. Seine nächsten beiden Stationen waren UBS Auvelais und der FC Somzée. Bei allen Klubs spielte er als Stürmer.
1997 unterschrieb Daniel Van Buyten bei Sporting Charleroi seinen ersten Kontrakt im Berufsfußball. Er war zwar für den Angriff vorgesehen, spielte dann aber als Verteidiger. 1999 wechselte Daniel Van Buyten zu Standard Lüttich. Mit seinen Leistungen weckte er auch das Interesse ausländischer Klubs und wechselte für elf Millionen Euro zu Olympique Marseille. In seiner zweiten Saison markierte er als Innenverteidiger sechs Tore und wurde zum besten Verteidiger der Ligue 1 gewählt. In der Winterpause der Saison 2003/04 wechselte Van Buyten für ein halbes Jahr auf Leihbasis zu Manchester City. Dort gab er am 8. Februar 2004 (24. Spieltag) in der Premier League gegen Birmingham City seinen Einstand. In der Folge kam er allerdings wegen eines Muskelfaserrisses und einer Rotsperre lediglich zu vier weiteren Einsätzen. Das Spiel gegen Leeds United am 29. Spieltag – er wurde in der 75. Minute vom Platz gestellt – war sein letztes Spiel für City.
Zur Spielzeit 2004/05 wechselte Daniel Van Buyten für eine Ablösesumme von 3,8 Millionen Euro von Olympique Marseille zum Bundesligisten Hamburger SV. Sein erstes Spiel für den HSV absolvierte er gleich als Mannschaftskapitän am 7. August 2004 (1. Spieltag) bei der 0:2-Niederlage gegen den FC Bayern München. In seiner ersten Saison für den HSV kam er auf 34 Bundesligaspiele und erzielte dabei fünf Tore. Über den UEFA Intertoto Cup 2005 gelang dem Verein daraufhin die Qualifikation für den UEFA-Pokal 2005/06, in dem  Van Buyten in allen zehn Spielen zum Einsatz kam und dabei zwei Tore erzielte. In der Folgesaison 2005/06 kam Van Buyten derweil zu 27 Einsätzen und erzielte zwei Tore. Zum Ende der Saison stand für den HSV der dritte Tabellenplatz, wodurch dieser die Qualifikationsrunde zur Champions League erreichte.
Ab der Saison 2006/07 spielte Van Buyten für den FC Bayern München. Trainer Ottmar Hitzfeld setzte in der Saison 2007/08 auf die Innenverteidiger Lúcio und Martín Demichelis, so dass Van Buyten nur selten zum Einsatz kam. In der Saison 2008/09 erlangte er einen Stammplatz in der Dreierkette neben Demichelis und Lúcio der Verteidigung. In der Saison 2009/10 erkämpfte sich Van Buyten unter dem neuen Trainer Louis van Gaal einen Stammplatz in der Innenverteidigung und verlängerte vorzeitig am 4. Februar 2010 seine Vertragslaufzeit bis Sommer 2012. Bei der 2:3-Niederlage am 27. November 2011 beim 1. FSV Mainz 05 erzielte van Buyten erstmals in seiner Karriere zwei Tore in einem Erstligaspiel.
Am 30. April 2012 verlängerte er seinen zum Saisonende auslaufenden Vertrag um ein Jahr bis zum 30. Juni 2013, im Juni 2013 erneut um ein weiteres Jahr. Er gewann mit den Bayern in der Saison 2012/13 die Champions League, in der er – trotz Kritik im Bezug auf sein Alter und großer Konkurrenz auf seiner Position – sechs Spiele bestritt. Unter anderem spielte er in der K.O.-Phase gegen Juventus Turin sowie den FC Barcelona, wenn auch anfangs durch eine Rotsperre Jérôme Boatengs begünstigt. Damit war er nach Eric Gerets (PSV Eindhoven, 1988) erst der zweite Belgier, der die wichtigste Trophäe im europäischen Fußball gewinnen konnte.
In der Saison 2013/14 gewann Van Buyten sein viertes Double mit den Bayern. Er bestritt in der Bundesliga etwa dieselbe Anzahl an Spielen (12) wie in der vorherigen Saison, im Pokalfinale gegen Borussia Dortmund wurde er in der Verlängerung für Pierre-Emile Højbjerg eingewechselt. Sein zum 30. Juni 2014 auslaufender Vertrag beim FC Bayern wurde nicht verlängert und er gab am 14. August sein Karriereende bekannt.

## Nationalmannschaft

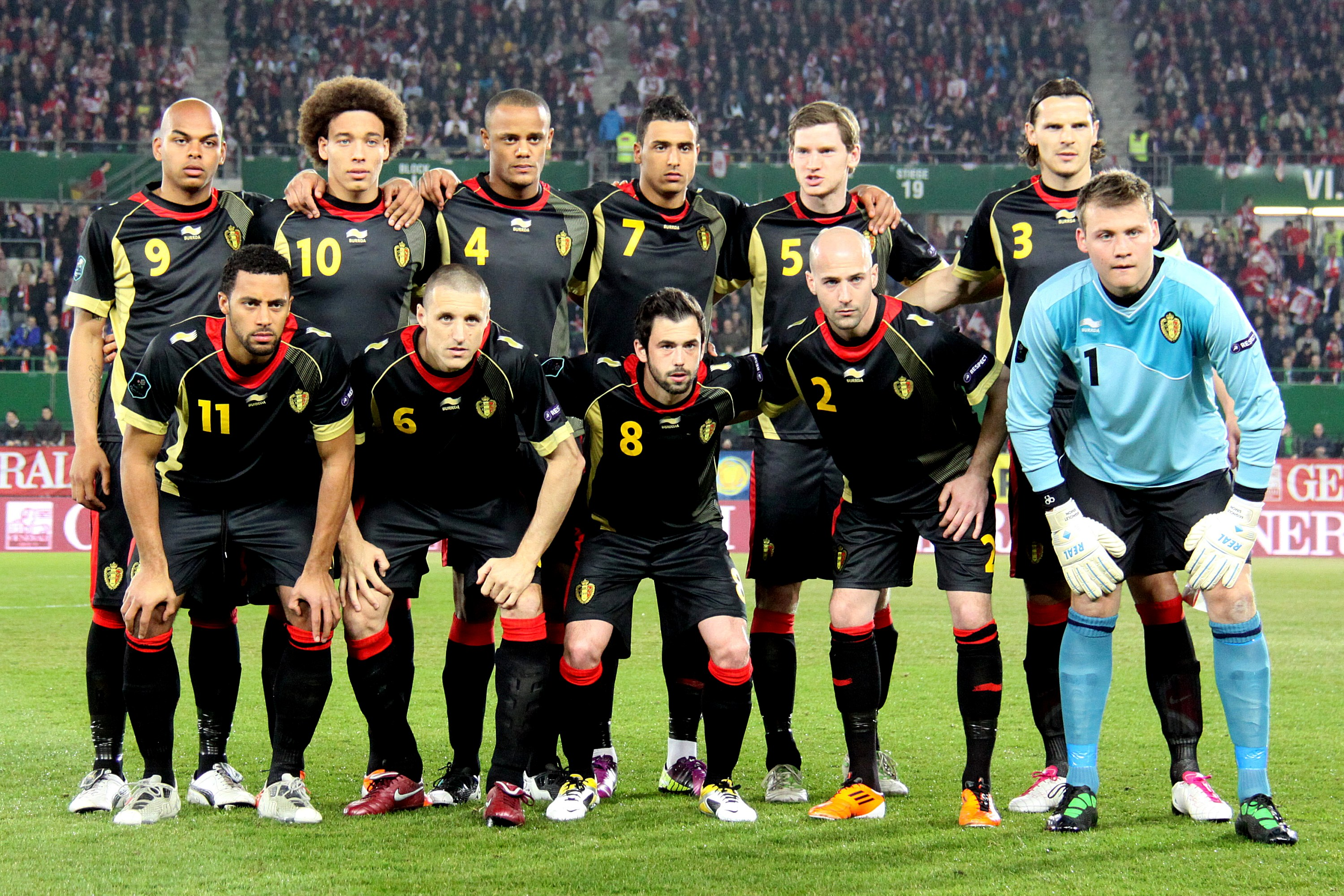
Van Buyten (hinten rechts) vor dem Länderspiel gegen Österreich (2011)

Am 28. Februar 2001 debütierte Daniel Van Buyten für die Nationalmannschaft Belgiens beim 10:1-Sieg gegen San Marino und stand dabei in der Anfangsformation. Nach seiner zweiten Partie am 24. März 2001 im WM-Qualifikationsspiel gegen Schottland, in der er ein Tor erzielte, dauerte es mehrere Monate bis zu seinem nächsten Länderspiel. Am 13. Februar 2002 wurde Van Buyten schließlich beim 1:0-Sieg im Brüsseler König-Baudouin-Stadion gegen Norwegen in der Anfangsformation aufgeboten und wurde nach den folgenden Partien in den belgischen Kader zur Weltmeisterschaft 2002 in Japan und Südkorea aufgenommen. Dort kam Van Buyten in allen vier Spielen zum Einsatz und spielte auch hierbei durch. Am 11. Oktober 2003 machte er im Qualifikationsspiel zur Fußball-Europameisterschaft 2004 gegen Estland sein vorerst letztes Spiel für die Nationalauswahl. Nachdem er sich eine Verletzung zugezogen hatte, wurde er nicht mehr nominiert, stattdessen erhielt Vincent Kompany den Vorzug.
Am 18. August 2004 gab er beim 2:2 im Testspiel im Ullevål-Stadion in Oslo gegen Norwegen als Einwechselspieler sein Comeback für die „Roten Teufel“, seitdem wurde er wieder öfters nominiert. In der Zwischenzeit hatte Belgien die Qualifikation für die EM 2004 verpasst, auch für die WM 2006 konnte sich die belgische Nationalmannschaft qualifizieren. Van Buyten kam dabei in acht der zehn Spielen in der Vorausscheidung zum Einsatz, als man in einer Gruppe mit Litauen, Spanien, Serbien-Montenegro, Bosnien-Herzegowina und San Marino nur den vierten Platz belegen konnte. In der Qualifikation zur Europameisterschaft 2008 in Österreich sowie der Schweiz hießen die Gruppengegner Kasachstan, Armenien, Serbien (erstmals nach der Trennung zwischen den Serben und den Montenegrinern), Aserbaidschan, Polen, Polen und Finnland. Van Buyten hatte hierbei in dieser Achtergruppe in zehn Partien gespielt, verpasste mit seiner Mannschaft aber als Fünfter auch diese Endrunde. Auch die folgende Qualifikation – dieses Mal für die Weltmeisterschaft 2010 in Südafrika – verlief nicht besser, denn Daniel, der in der Vorausscheidung sieben Partien absolvierte, verpasste die Teilnahme an der ersten WM-Endrunde auf dem afrikanischen Kontinent, als man in einer Staffel mit Estland, dem EM-Halbfinalisten Türkei, erneut den Armeniern, Europameister Spanien sowie Bosnien-Herzegowina den vierten Platz belegte. Die EM 2012 in Polen und der Ukraine wurde auch verpasst, allerdings endete der Traum von der Qualifikation erst am letzten Spieltag. Die Gruppengegner waren hierbei der WM-Dritte Deutschland, erneut die Türkei sowie Kasachstan, Österreich und Aserbaidschan. Van Buyten bestritt während dieser Qualifikation sechs Einsätze. Der Nationaltrainer war hier noch Georges Leekens.
Sein Nachfolger wurde Marc Wilmots, der zunächst als Interimslösung fungierte, aber später zur Dauerlösung wurde. Und er führte Belgien zur ersten Teilnahme an einem großen Turnier seit zwölf Jahren, als in der WM-Qualifikation der Gruppensieg errungen wurde und man sich somit für die WM 2014 in Brasilien qualifizieren konnte. Auf dem Weg dahin bekam Belgien mit Van Buyten es mit Wales, Kroatien, Serbien, Schottland und Mazedonien zu tun. Van Buyten hatte dabei zunächst die Reservistenrolle inne, kam aber in der Folge in jeder Qualifikationspartie zum Einsatz. Bei der WM-Endrunde gehörte er dann zum belgischen Kader und erreichte mit seiner Mannschaft, die als Geheimfavorit galt, das Viertelfinale, in der der spätere Vize-Weltmeister aus Argentinien Endstation bedeutete. Bis zum Ausscheiden der Belgier kam Van Buyten in jedem Spiel zum Einsatz, das Viertelfinalspiel gegen die „Albiceleste“ war sein 84. und letztes Spiel für die Belgier.
Am 14. August 2014 gab er ebenfalls das Ende seiner Karriere in der Nationalmannschaft bekannt.

## Nach dem Karriereende
Von  September 2015 bis zu seinem Rücktritt im Februar 2017 war er Vize-Präsident sowie Berater des Präsidenten Bruno Venanzi und sportlicher Berater von Standard Lüttich.

## Erfolge
International
- Klub-Weltmeister: 2013
- Champions-League-Sieger: 2013
- UEFA Super Cup: 2013
- Champions-League-Finalist: 2010, 2012
- UI-Cup-Sieger: 2005

National
- Deutscher Meister: 2008, 2010, 2013, 2014
- DFB-Pokal-Sieger: 2008, 2010, 2013, 2014
- DFL-Ligapokal-Sieger: 2007
- DFL-Supercup-Sieger: 2010, 2012